# بيت هودسون
بيت هودسون (بالإنجليزية: Pete Hodgson)‏ هو طبيب بيطري وسياسي نيوزلندي، ولد في 13 يونيو 1950 في نيوزيلندا. حزبياً، نشط في حزب العمال النيوزيلندي. وقد انتخب عضو مجلس النواب النيوزيلندي.